# Дроздовые горихвостки
Дроздовые горихвостки (лат.  Neocossyphus) —  род птиц  семейства дроздовых. Представители рода распространены в Африке.

## Виды
В состав рода включают два вида:
| Изображение | Русское название                    | Научное название     | Распространение |
| ----------- | ----------------------------------- | -------------------- | --- |
|             | Краснохвостая дроздовая горихвостка | Neocossyphus rufus   | Камерун, Центральноафриканская Республика, Республика Конго, Демократическая Республика Конго, Экваториальная Гвинея, Габон, Кения, Сомали, Танзания и Уганда                                                                   |
|             | Белохвостая дроздовая горихвостка   | Neocossyphus poensis | Ангола, Камерун, Центральноафриканская Республика, Республика Конго, Демократическая Республика Конго, Кот-д'Ивуар, Экваториальная Гвинея, Габон, Гана, Гвинея, Кения, Либерия, Нигерия, Сьерра-Леоне, Танзания, Того и Уганда. |

Два вида, ранее относимые к роду Neocossyphus, были переведены в восстановленный род Stizorhina.